# Messiermarathon
Unter einem Messiermarathon versteht man einen Wettbewerb, bei dem die Teilnehmer mit Hilfe eines Fernrohres während einer einzigen Nacht alle 110 astronomischen Objekte des Messier-Katalogs – hauptsächlich Galaxien, Sternhaufen und Nebel – aufsuchen müssen. Ein Messiermarathon kann wegen der jahreszeitlich verschiedenen Sichtbarkeit der Objekte nur im Frühling (etwa Ende März, Anfang April) durchgeführt werden.
In der klassischen Form des Wettbewerbs darf dafür nur ein manuell gesteuertes Fernrohr verwendet werden, d. h. ohne die heute häufigen, computergesteuerten GoTo-Montierungen. In einer abgeschwächten Variante wird zum Gewinner ernannt, wer innerhalb einer vorgegebenen Zeitspanne (etwa 2 Stunden) möglichst viele der aufgelisteten Objekte entdeckt.